# Henfner János
Henfner János (Leibnitz, 1799 – Pest, 1856. július 22.) jogi doktor, egyetemi tanár.

## Életpályája
Jogi tanulmányai befejezését követően a tanári pályára lépett és 1827. áprilisában a zágrábi akadémiára került, ahol kinevezték a politika tanárának. 1835-ben lett a Pesti Egyetem tanára, ahol a római és hűbéri jogot adta elő. A jogi kar dékánja is volt, majd saját kérésére nyugalomba vonult. Ő írta az első magyar nyelvű római jogi tankönyvet. Közgazdasági kézikönyve Adam Smith nézetein alapszik.

## Munkái
- Introductio in oeconomiam politicam, alias nationalem ad recentissimos scientiarum politicarum progressus exacta. Zagrabiae, 1831.
- Római magánjog többnyire Haimberger és Schilling Bruno után. Pest, 1855-56. Három kötet.

### Kéziratban
Oeconomia politica alias nationalis, juxta praelectiones... Zagrabiae, 1833. 8rét 91 levél és Sententiae Financiae, juxta praelectiones 8rét 65 levél (mindkettő Clement kézirata a m. nemzeti múzeumban); Statistica, H. előadása 1845-46., Finanz- vagy pénzügytan, Büntetőjog és Közigazgatási jog. (Első előadások magyar nyelven a pesti egyetemen; a budapesti egyetemi könyvtár kéziratai közt.)